# 1250 René-Lévesque
1250 René-Lévesque, conosciuto anche come Tour IBM-Marathon, è un grattacielo di Montréal, alto 226 m (741 ft) di 47 piani. L'edificio è stato progettato da Kohn Pedersen Fox Associates per IBM Canada e Marathon Realty, da qui il nome precedente di "IBM-Marathon". Ora è chiamato con questo nome per via del suo indirizzo al numero 1250 di René Lévesque Boulevard Est, nel quartiere Ville-Marie al centro della città. È adiacente al Bell Centre e la stazione Windsor, e si trova sul sito della ex chiesa presbiteriana americana. È collegato alla stazione Bonaventura della metropolitana e la rete della città sotterranea.

## Architettura

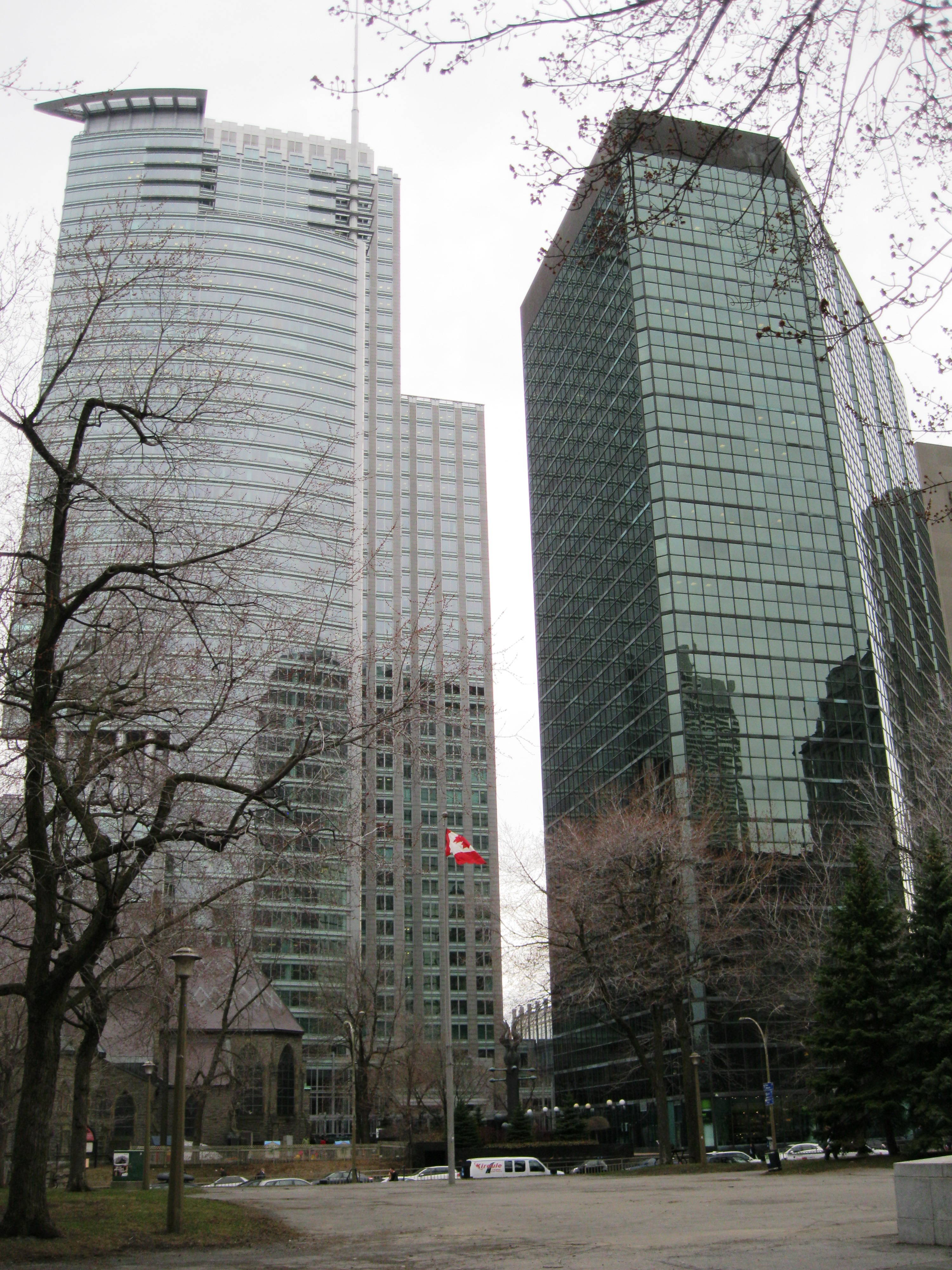
Vista dal nord, dietro l'edificio La Laurentienne Building.

L'architettura di 1250 René-Lévesque si ispira ad un altro grattacielo di Kohn Pedersen Fox, Westend Tower di Francoforte, in Germania, alto 51 piani.. La facciata in stile occidentale moderno, di fronte alla zona residenziale è ricoperta di finestre quadrate, con irregolari battute d'arresto che danno l'aspetto di diverse lastre sovrapposte. La facciata orientale in stile postmoderno, di fronte al centro commerciale, è dominato da un vetro curvo verso l'esterno della parete divisoria che si estende oltre il bordo meridionale, creando una sospensione verticale che sottolinea l'impressione di una struttura leggera e spinta. Al 4º piano, l'atrio ospita un giardino d'inverno in bambù e una mensa situata in una posizione rialzata. Alla sommità dell'edificio, una guglia è integrata alle pareti al nord degli ultimi piani e si estende per altri 31 metri oltre l'attico, sopra al 47º piano.
La zona del centro di Montréal si sta espandendo oltre il "confine" del palazzo, con le due torri della Cité du commerce électronique a ovest. L'altezza di queste torri aumenta verso il 1250 René-Lévesque e il centro della città, creando un "effetto scala" nello skyline.

## Uffici
- Air Liquide Canada[3]
- Bayer[4]
- BMO Harris Bank[5]
- Canaccord Financial Inc[6]
- Chubb Corp.[7]
- CIBC Wood Gundy[8]
- Credit Suisse[9]
- Deutsche Bank[10]
- Wells Fargo
- LASIK MD[11]
- Macquarie Group[12]
- McKinsey & Company[13]
- Merrill Lynch Canada[14]
- Michael Page International[15]
- PSP Investments[16]
- PricewaterhouseCoopers[17]
- Richardson GMP Limited[18]